# Capo (NLE Choppa)
Capo è un singolo del rapper statunitense NLE Choppa, pubblicato il 22 marzo 2019 su etichetta NLE Choppa Entertainment.

## Tracce
1. Capo – 3:13